# Lemaireodirphia chiapasiana
Lemaireodirphia chiapasiana is een vlinder uit de familie nachtpauwogen (Saturniidae). De wetenschappelijke naam is voor het eerst gepubliceerd in 2012 door Ronald Brechlin & Frank Meister.

## Type
- holotype: "male, 28.V.2011. leg. F. Meister & A. Knorke"
- instituut: Museum Witt München later naar Zoologische Staatssammlung München, München, Duitsland
- typelocatie: "Mexico, Est. Chiapas, Pueblo Nuevo, 1710 m, Hotel Siempre Verde, 17°08.35'N, 92°53.09'W"